# Рустамов, Саид Али оглы
Саид Али оглы Рустамов (азерб. Səid Əli oğlu Rüstəmov; 1907—1983) — азербайджанский советский композитор, педагог, дирижёр. Народный артист Азербайджанской ССР (1957). Лауреат Сталинской премии третьей степени (1951). Член ВКП(б) с 1945 года.

## Биография

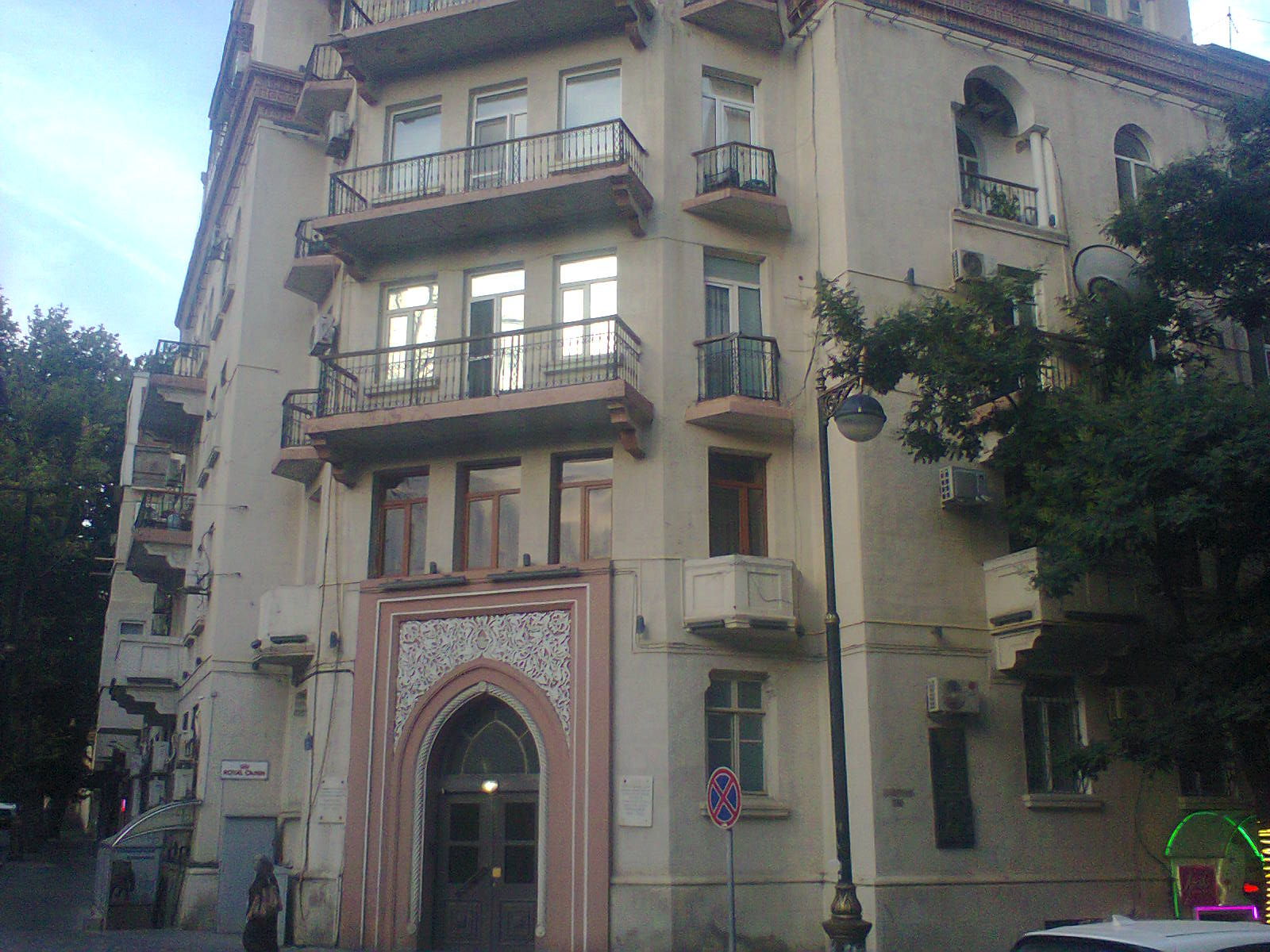
Дом в Баку, в котором жил Саид Рустамов

Саид Али оглы Рустамов родился 29 апреля (12 мая) 1907 года в Эривани (ныне — Ереван). Интерес к музыке у юного композитора проявился с раннего детства. В 1918 году семья вынуждена была бежать в Турцию. Возвратившись через непродолжительное время, они обнаружили свой дом разрушенным и в 1919 году уехали в Гянджу. Вскоре семья Рустамовых переехала в Баку и Саид поступил в учительскую семинарию. На уроках музыки Саид Рустамов учился играть на трубе.
В 1924 году Саид Рустамов поступил в музыкальное училище на отделение народных музыкальных инструментов. Его педагогом по мугамату и игре на таре был известный тарист Мансур Мансуров, а по теории — Узеир Гаджибеков, который был одним из создателей музыкального училища.
Ещё до окончания училища Узеир Гаджибеков пригласил Саида Рустамова на педагогическую работу по классу тара.
В 1926 году С. Рустамов окончил учительскую семинарию и начал работать учителем в школе № 19. В 1932 году Саид Рустамов окончил АзГПИ.
В 1931 году создав первый нотный оркестр народных инструментов, Узеир Гаджибеков пригласил Саида Рустамова работать концертмейстером. Саид Рустамов работал над созданием репертуара для этого творческого коллектива. Вначале это были обработки народных песен, а затем появились сочинения «Танец радости» (1935), «Баяты кюрд» (1936).
Творчество С. Рустамова тесно связано с Азербайджанским музыкальным фольклором.
Широко используя в своем творчестве мугам, ашугскую музыку и народные песни, С. Рустамов создал своеобразный музыкальный язык. В его творчестве видное место занимает песенный жанр. Он написал лирические, патриотические песни, а также песни посвященные миру, труду — «Сурейя», «Алагёз» (слова обеих З. Джаббарзаде), «Сумгаит», «Я голосую за мир». «Комсомол», «Где ты?», «Это ль не стихи», «Пой, тар», «Девушка-нефтяник», «Девушка-ткачиха», «Девушка-врач».
С. Рустамов — автор музыкальных комедий «Беш манатлыг гялин» (Баку, 1939), «Дурна» (1940), «Жена начальника» (1961).
С 1935 по 1975 год он работал художественным руководителем и главным дирижёром оркестра народных инструментов. В 1940—1943 годах был директором и художественным руководителем Азербайджанской государственной филармонии, в 1949—1953 годах — председателем правления Союза композиторов Азербайджанской ССР.
Саид Рустам — автор учебно-методических пособий на азербайджанском языке «Нотная грамота»(1931), «Школа для тара» (1935, 6-е издание 1975), «Мелодические этюды для тара» (Баку, 1964, 2-е издание 1976). Также является составителем фольклорных изданий — «Сборник народных песен» (Баку, 1937), «Сборник народных танцев» (Баку, 1937), «Сборник азербайджанских ренгов» (две тетради. Баку, 1954—1956). Перевел на азербайджанский язык «Практический учебник гармонии» Н. Римского-Корсакова (Баку, 1954). Рустамову принадлежит запись и обработка азербайджанских мугамов Раст, Шур, Сегях, Чаргях, Баяты-Шираз, Кюрд Шахназ, Эйраты и др.
С. А. Рустамов умер 10 июня 1983 года в Баку. Похоронен на Аллее почётного захоронения.

## Награды и премии
- Три ордена Трудового Красного Знамени (1946, 09.06.1959 и ?)
- Орден Дружбы народов
- Орден «Знак Почёта» (1967)
- Народный артист Азербайджанской ССР (1957)
- Заслуженный деятель искусств Азербайджанской ССР (1938)
- Сталинская премия третьей степени (1951) — за песни «Комсомол», «Сурейя», «Голосую за мир», «Сумгаит»